# Landherrenschaft der Geestlande

Hamburger Landgebiet nach 1830:
Vorstädte St. Pauli und St. Georg
Landherrenschaft der Geestlande
Landherrenschaft der Marschlande
Amt Bergedorf (bis 1867 gemeinsam mit Lübeck)
nicht im Bild: Amt Ritzebüttel (hamburgische Exklave an der Elbmündung)

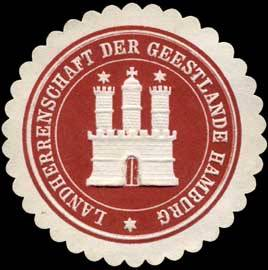
Siegelmarke Landherrenschaft der Geestlande

Die Landherrenschaft der Geestlande war ein Verwaltungsbezirk im früheren Hamburger Landgebiet. Sie wurde 1830 im Zuge einer größeren Gebietsreform gebildet und entstand aus der Zusammenlegung mehrerer älterer Landherrenschaften mit ehemals geistlichen Gebieten. Die ersten Landherren waren Senator Amandus Augustus Abendroth als „ältester Landherr“ und Senator Martin Hieronymus Schrötteringk als zweiter Landherr.
Die Landherrenschaft umfasste ursprünglich alle Gebiete nördlich von Elbe und Bille (mit Ausnahme der Vorstädte St. Georg und St. Pauli):
- aus der vormaligen Landherrenschaft Hamburger Berg: die „Gegend der Begräbnisplätze außerhalb Dammthors, den botanischen Garten, die Gegend der Sternschanze, bei dem Juden-Kirchhofe (am Grindel), beim Rothen Baum, an der Großen Alster“
- aus der vormaligen Landherrenschaft Hamm und Horn: die Dörfer Hamm, Horn und Fuhlsbüttel, das Borgfeld, die Kuhmühle und Mundsburg, Schürbek und Uhlenhorst
- das vormalige Landgebiet des Hospitals zum Heiligen Geist: die Dörfer Barmbek und Eilbek, Sandkrug und das Hohe Feld
- das vormalige Landgebiet des Klosters St. Johannis: Pöseldorf, Harvestehude, Grindel, Grindelberg, Schäferkamp, Rosenhof, Eimsbüttel, Hoheluft, Eppendorf, Winterhude, Groß-Borstel, Alsterdorf, Alsterkrug, Ohlsdorf
- das vormalige Landgebiet des Hospitals St. Georg: Langenhorn, Klein-Borstel, Struckholt, Gut Berne
- das Gebiet der vormaligen Waldherrenschaft: Wohldorf, Ohlstädt, Groß-Hansdorf, Beimoor, Schmalenbeck, Volksdorf, Farmsen und Lehmbrook.

Nach der Landgemeindeordnung von 1871 – und der darin verfügten Ausgliederung der stadtnahen Vororte – gehörten der Landherrenschaft noch die Gemeinden (und heutigen Hamburger Stadtteile) Alsterdorf, Farmsen mit Berne, Fuhlsbüttel, Groß Borstel, Groß Hansdorf-Schmalenbeck, Klein Borstel mit Struckholt, Langenhorn, Ohlsdorf, Volksdorf und Wohldorf-Ohlstedt an.
1913 wurden Alsterdorf, Ohlsdorf, Fuhlsbüttel, Langenhorn sowie Groß und Klein Borstel nach Hamburg eingemeindet. Da das Landgebiet auch in den übrigen Landherrenschaften durch fortgesetzte Eingemeindungen immer weiter zusammenschrumpfte, wurde es 1926 schließlich zu einer einzigen Landherrenschaft Hamburg zusammengelegt.
Durch das Groß-Hamburg-Gesetz wurde Groß Hansdorf-Schmalenbeck am 1. April 1937 nach Schleswig-Holstein und dort in den Kreis Stormarn umgegliedert. Die übrigen Gemeinden der früheren Landherrenschaft gehören seit dem 1. April 1938 zur Freien und Hansestadt Hamburg.